# A Német Demokratikus Köztársaság himnusza
Az Auferstanden aus Ruinen az NDK nemzeti himnusza volt 1949. november 5-étől. Szövegét Johannes R. Becher, zenéjét az amerikai száműzetésből hazatért Hanns Eisler szerezte. 1973-tól szöveg nélkül, a dallamot használták csak himnuszként. 1990. október 3-án a német újraegyesítés napján az NDK megszűnésekor érvényét veszítette.
| Versszak | Németül | Magyarul |
| -------- | --- | --- |
| 1        | Auferstanden aus Ruinen Und der Zukunft zugewandt, Lass uns dir zum Guten dienen, Deutschland, einig Vaterland. Alte Not gilt es zu zwingen, Und wir zwingen sie vereint, Denn es muss uns doch gelingen, Dass die Sonne schön wie nie Über Deutschland scheint!                              | A romokból feltámadva És a jövőnek szentelve, Hadd szolgáljunk téged a jó érdekében, Németország, egységes hazánk. Régi szükség visz rá erre, És közösen vagyunk rászorulva, Mert igenis sikerülnie kell, Hogy a nap oly szépen, mint még soha Ragyogjon Németország felett!                         |
| 2        | Glück und Friede sei beschieden Deutschland, unserm Vaterland. Alle Welt sehnt sich nach Frieden, Reicht den Völkern eure Hand! Wenn wir brüderlich uns einen, Schlagen wir des Volkes Feind. Lasst das Licht des Friedens scheinen, Dass nie eine Mutter mehr Ihren Sohn beweint!            | Boldogság és béke jussanak osztályrészül Németországnak, a hazánknak. Az egész világ békére vágyik, Nyújtsátok oda a népeknek kezeiteket! Ha testvériesen összefogunk, Legyőzzük a nép ellenségét. Hagyjátok a béke fényét világítani, Hogy egy anyának se kelljen soha többé A fiát siratnia!       |
| 3        | Lasst uns pflügen, lasst uns bauen, Lernt und schafft wie nie zuvor, Und der eignen Kraft vertrauend, Steigt ein frei Geschlecht empor. Deutsche Jugend, bestes Streben Unsres Volks in dir vereint, Wirst du, Deutschland, neues Leben Und die Sonne schön wie nie Über Deutschland scheint! | Hadd szántsunk, hadd építsünk, Úgy tanuljatok és dolgozzatok, mint még soha, És a saját erejében megbízva, Egy szabad nemzedék emelkedik fel. Német ifjúság, népünk legjobb Törekvése bennetek egyesül, Te leszel Németország új élete És a nap oly szépen, mint még soha Ragyog Németország felett! |